# Щекино (Гагаринский район)
Щекино — деревня в Гагаринском районе Смоленской области России. Входит в состав Покровского сельского поселения. Население — 6 жителей (2007). 
Расположена в северо-восточной части области в 20 км к юго-востоку от Гагарина, в 16 км южнее автодороги М1 «Беларусь». В 21 км северо-западнее деревни расположена железнодорожная станция Гагарин на линии Москва — Минск. 

## История
В годы Великой Отечественной войны деревня была оккупирована гитлеровскими войсками в октябре 1941 года, освобождена в марте 1943 года.